# Kiatjarern Ruangparn
Kiatjarern Ruangparn (tiếng Thái: เกียรติเจริญ เรืองปาน; sinh ngày 9 tháng 4 năm 1987) là một cầu thủ bóng đá từ Thái Lan. Hiện tại anh thi đấu cho Air Force Central.
Anh đá ở chung kết Cúp Liên đoàn Bóng đá Thái Lan 2010 và giành chức vô địch sau khi Thai Port đánh bại Buriram PEA F.C. 2-1.

## Danh hiệu

### Câu lạc bộ
Thai Port F.C.
- Cúp Hiệp hội Bóng đá Thái Lan Vô địch (1): 2009
- Cúp Liên đoàn Bóng đá Thái Lan Vô địch (1): 2010